# 황헌 (1959년)
황헌(黃憲, 1959년 8월 5일 ~ )은 대한민국 문화방송 보도 기자 겸 논설위원 출신 대학 교수이다.
2012년 2월 16일 MBC 보도국장으로 임명되기도 하였다. 2018년 8월, MBC 문화방송 언론직에서 전격 퇴사하였다.

## 경력
- 경기대학교 특임교수
- 인창중고등학교 총동창회 회장
- 동국대 인문문화예술 최고위 과정 교수
- 한국언론인연합회 운영자문위원
- 2018.01 ~ 2018.08 MBC 보도본부 무보직 평기자
- 2017.12 MBC 논설위원
- 2012.07 MBC 선거방송기획단 단장
- 2012.02 ~ 2012.07 MBC 보도국장
- 2010.06 ~ 2012.02 MBC 논설위원실 실장
- 2008.09 MBC 보도국 부장
- 2008.03 MBC 보도국 문화스포츠에디터
- 2003 MBC 파리 특파원
- MBC 경제부 경제정책팀 팀장
- MBC 사회부, 문화부, 국제부, 정치부, 2580, 선거방송 기획
- 1984 MBC 입사

## 진행 프로그램

### 과거 진행했던 프로그램
- MBC 아침뉴스 (2000년 10월 30일 ~ 2002년 3월 30일)
- MBC 뉴스투데이 (평일, 2002년 4월 1일 ~ 2003년 4월 26일)
- MBC 뉴스와 경제 (2006년 8월 28일 ~ 일자 미상)
- MBC 뉴스의 광장 (2011년 3월 ~ 2011년 8월, 2011년 9월 ~ 2011년 11월(월 ~ 목), 2011년 12월 ~ 2012년 2월(월, 화, 목, 금), 2013년 6월 ~ 2016년 3월 11일, 2017년 3월 6일 ~ 2017년 12월 15일)
- MBC 100분 토론 (2011년 6월 2일 ~ 2012년 2월 21일)
- MBC 뉴스데스크 (평일, 노조 파업으로 2012년 4월 20일 ~ 2012년 4월 27일, 권재홍 앵커 허리 부상으로 2012년 5월 21일 ~ 2012년 5월 25일)
- MBC 마감뉴스 (1998년 4월 20일 ~ 2000년 10월 27일)
- MBC 뉴스 포커스